# La casbah di Honolulu
La casbah di Honolulu (Hell's Half Acre) è un film del 1954 diretto da John H. Auer.

## Trama
Ascoltando su un disco una canzone polinesiana, Donna Williams, vedova di guerra, ha la sensazione, riconoscendo alcune parole d'amore, che l'autore del testo sia il marito musicista Randy Williams, dato per disperso nell'attacco di Pearl Harbor. La donna, pur avendo una relazione con un individuo che la vorrebbe sposare, decide di partire per Honolulu per cercare l'uomo di cui è ancora innamorata e da cui ha avuto un figlio 11 anni prima, quando questo partì in guerra come marinaio.
L'uomo nel frattempo ha assunto una nuova identità sotto il nome di Chet Chester e - dopo un passato da delinquente - si è infine arricchito onestamente gestendo un locale notturno della Casba. Coinvolto in una torbida storia di ricatti, egli si assume la responsabilità di un omicidio, commesso in realtà da Sally Lee, sua attuale fidanzata, la quale ha ucciso a sangue freddo un ricattatore che voleva rovinare Chester.
Giunta a Honolulu, Donna Williams apprende dell'accusa di omicidio di Chester e si reca dalla polizia per rintracciare il presunto marito che, nel frattempo, è stato arrestato. Il commissario Dan le assicura che il giorno dopo potrà vedere l'uomo accertandosi così se questi è effettivamente suo marito.
Nel pomeriggio, con l'aiuto di una donna che conduce un taxi la quale conosce bene il nome e la vita di Chester, Donna si reca presso la sontuosa villa sul mare di questo per vedere da vicino quale sia la realtà del suo presunto marito, ma qui si imbatte in un losco individuo dai tratti orientali, Roger Kong, ex socio in affari di Chester che, con un pretesto, la fa andare via. L'uomo, in realtà, ha appena avuto un diverbio per motivi di denaro con Sally ed in una colluttazione con la donna l'ha uccisa facendola cadere violentemente in terra.
Chester viene messo al corrente dell'uccisione della fidanzata e rabbioso riesce a fuggire dalla polizia per mettersi alla ricerca dell'assassino della sua fidanzata. Ma Donna corre un grave pericolo, essendo l'unica che ha visto in faccia l'assassino di Sally Lee. Dopo una serie di peripezie, in cui Chester rivelerà a Donna di essere realmente il suo ex marito dato per morto in guerra, avviene la resa dei conti tra Chester e Roger, prima della quale Chester stila il suo testamento nel quale designa il figlioletto che non ha mai conosciuto come erede universale della sua vasta fortuna. Dopo un'accesa colluttazione Chester – che ora collabora con la polizia e sta facendo da esca per la cattura di Roger - viene ucciso a tradimento da quest'ultimo il quale a sua volta viene ucciso dalla polizia dopo un inseguimento. Donna sta per ritornare sul continente. Il commissario Dan, grato per la collaborazione di Chester giunta fino al suo sacrificio, consiglia a Donna di raccontare a suo figlio che il padre è veramente caduto da eroe a Pearl Harbour, piuttosto che svelare al bambino il passato criminale del padre. Dicendo questo, Dan straccia un documento. Potrebbe essere la fedina penale di Chester, o potrebbe essere il suo testamento. Non è dato saperlo.